# Mănărade, Alba
Mănărade (în germană Donnersmarkt, în trad. "Târgul de Joi", "Joia", în maghiară Monora, Monorád) este un sat ce aparține municipiului Blaj din județul Alba, Transilvania, România.

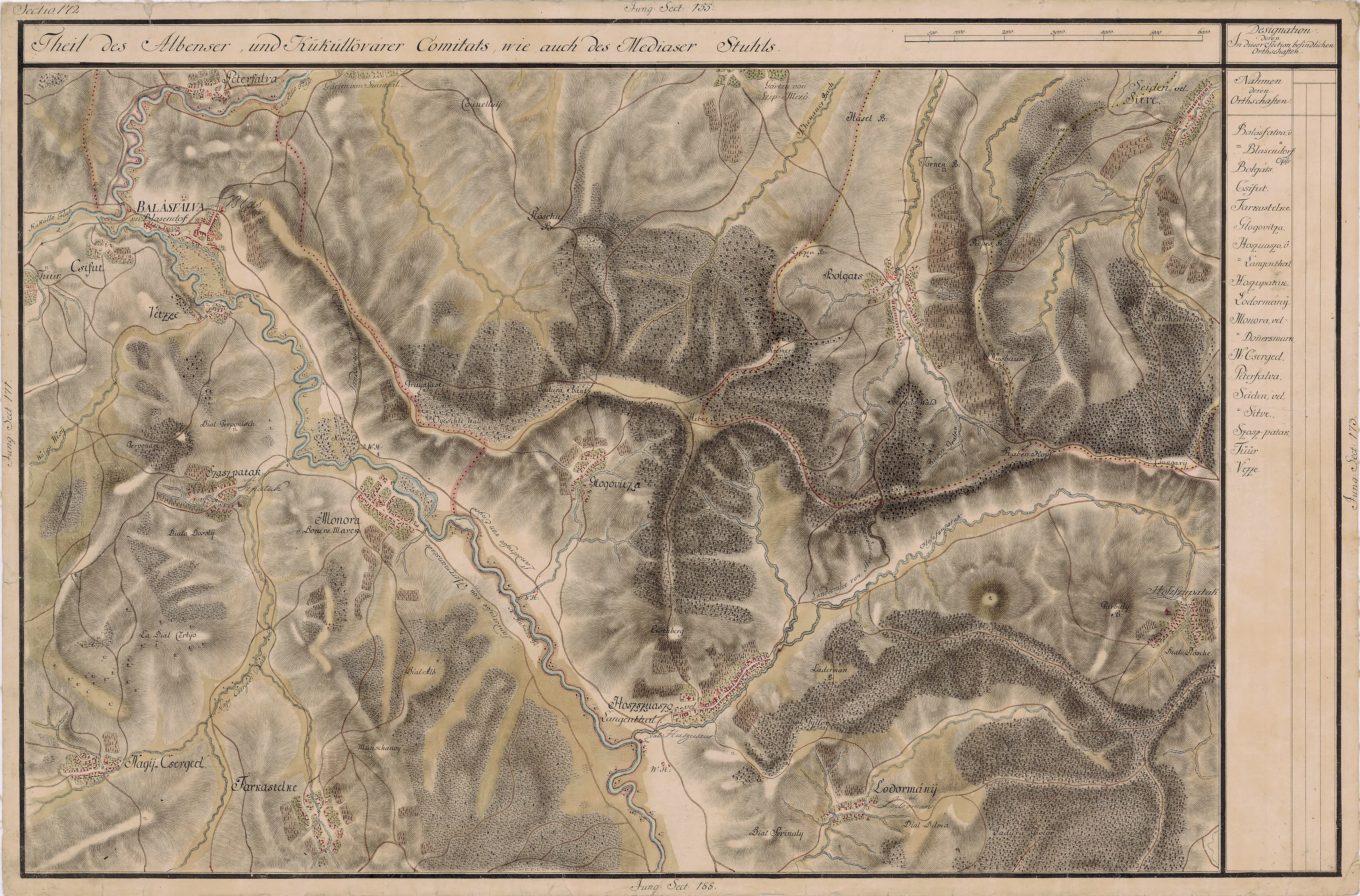
Mănărade (Monora) pe Harta Iosefină a Transilvaniei,
1769-1773 (Sectio 172)

## Date geologice
În subsolul localității se află un masiv de sare, iar pe teritoriul localității se găsesc mai multe izvoare sărate.

## Istoric
Satul este atestat documentar din anul 1205 ca posesiune a Abației Igriș: possesio Monera et aliae quaedam possessiones ipsius ecclesie de Egrus.
Pe Harta Iosefină a Transilvaniei din 1769-1773 (Sectio 172) localitatea apare sub numele de "Monora".

## Personalități
Ion Costea, născut în Mănărade, a făcut studii la Blaj și Cluj unde a terminat științele juridice devenind avocat. În 1820 mitropolitului Moldovei Veniamin Costache și-a propus reorganizarea seminarului de la Socola (Iași). Pentru aceasta a fost trimis la Cluj, Gheorghe Asachi cu misiunea de a-i cere guvernatorului Bánffy aprobare pentru trei tineri absolvenți de la Blaj care erau necesari ca profesori în Moldova. După obținerea aprobării Asachi i-a găsit și ales pe Ion Costea, Iosif Manfi și Vasile Bob Fabian. Astfel, începând cu anul 1820, Ion Costea a devenit profesor de retorică și poezie la Seminarul din Socola, Iași.

## Monumente istorice
- Biserica evanghelică din Mănărade
- Biserica Schimbarea la Față din Mănărade

## Imagini

Intrarea în localitate
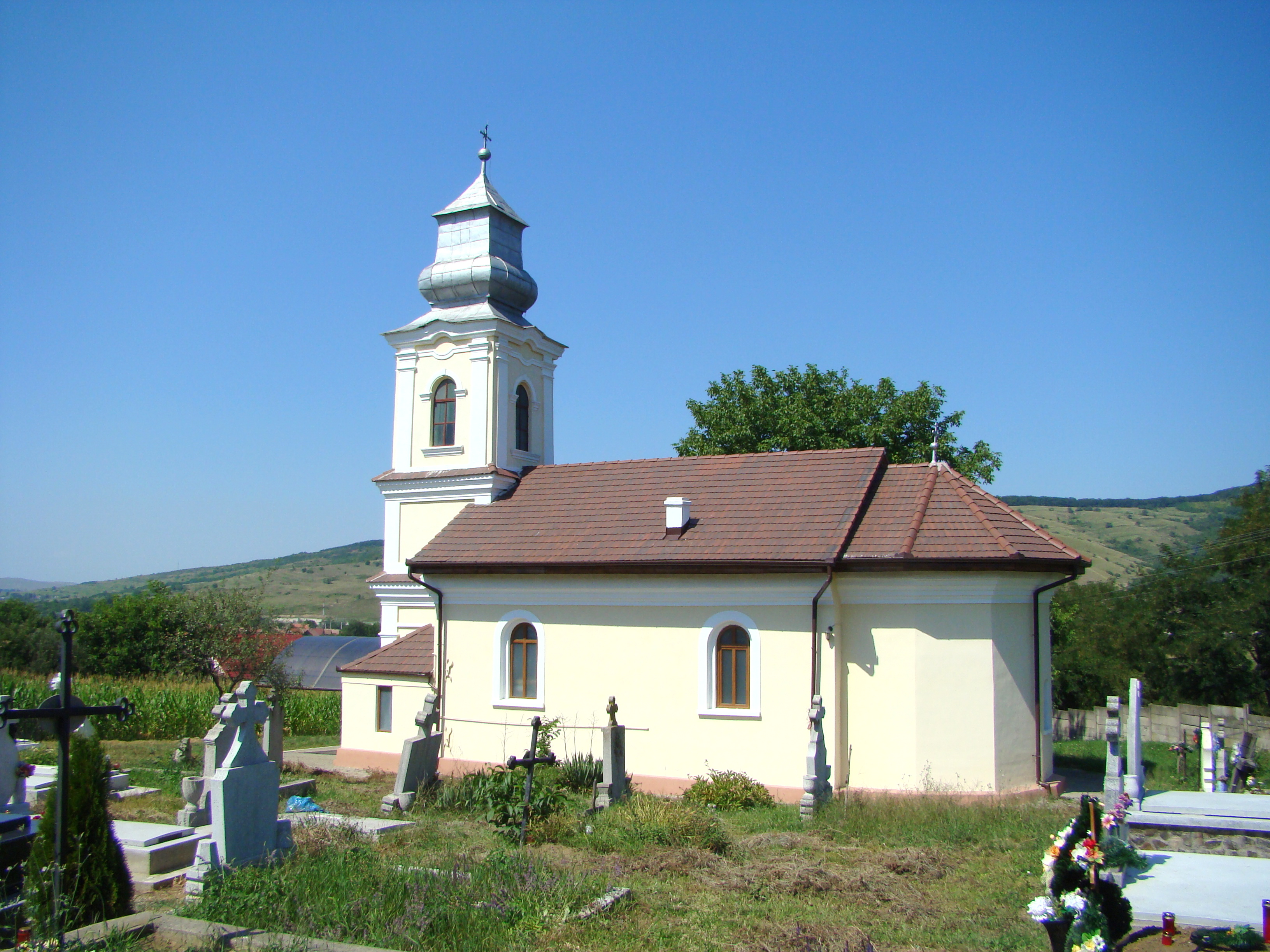
Biserica „Schimbarea la Față” (monument istoric)